# 望京街道

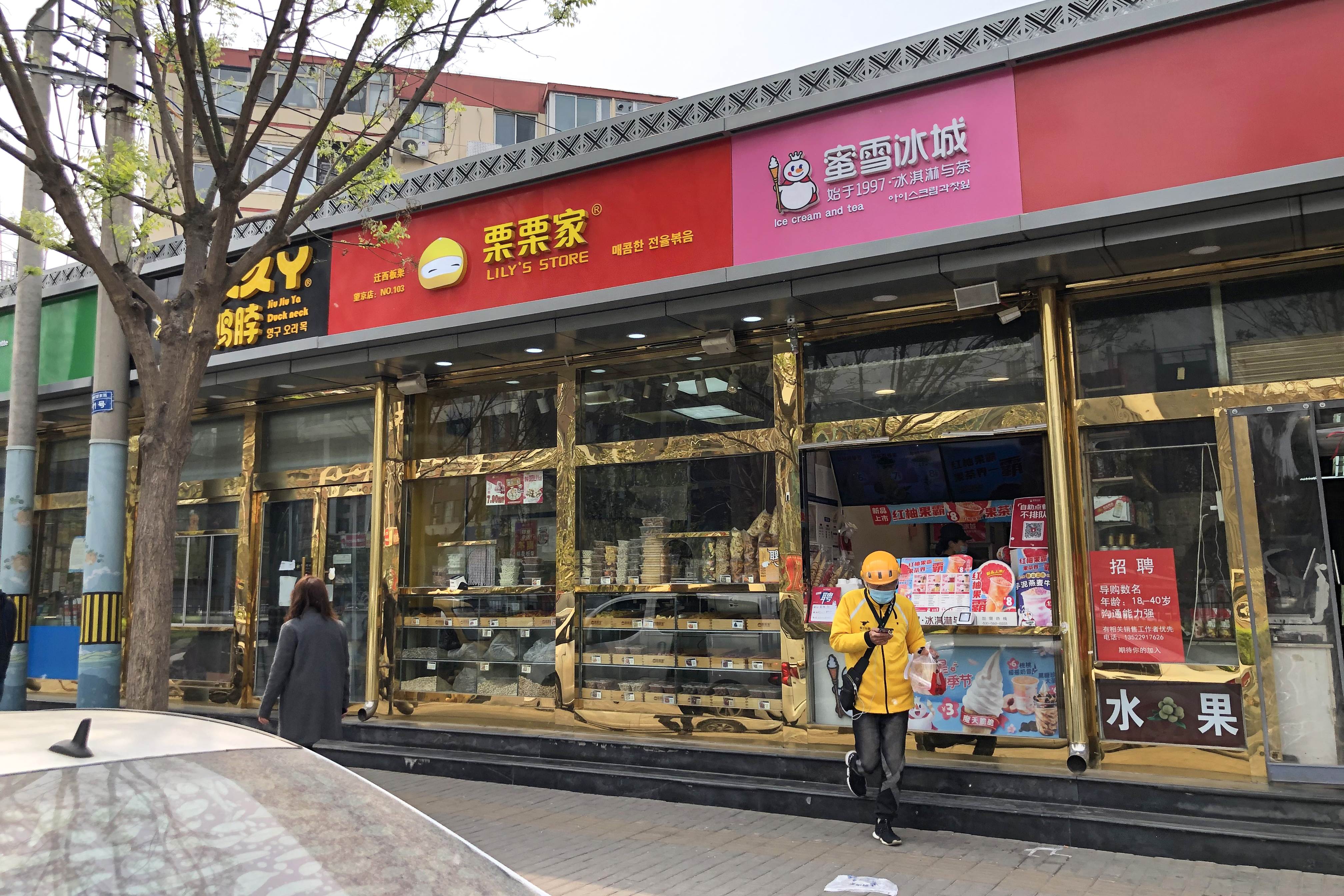
地铁阜通站周边的店铺采用中英韩三语招牌

望京街道是北京市朝阳区的一个街道办事处。位于东北四环路的东北角。与之接壤的街道和地区有：东湖街道、将台地区、酒仙桥街道、大屯街道、来广营地区、太阳宫地区。面积10.4平方公里，常住人口14.6万人。近年来境内成为在京韩国侨民聚居的主要地区之一。

## 境内企业和机构
企业：西门子公司、奔驰北亚总部、北电中国总部、北京国际技术合作中心、中建一局四公司、北京市城建开发总公司、望京新城分公司、望京实业总公司、燕莎购物中心、韩国NHN网络公司、蒙特利尔银行（北京）代表处、中国石油寰球工程公司。
教育机构：中央美术学院、中国社会科学院研究生院、北京青年政治学院、经济干部管理学院、中国民航管理干部学院、中国中医药大学、对外经济贸易大学附属中学、白家庄小学望京分校。
审判机关：北京市第三中级人民法院

## 下辖社区

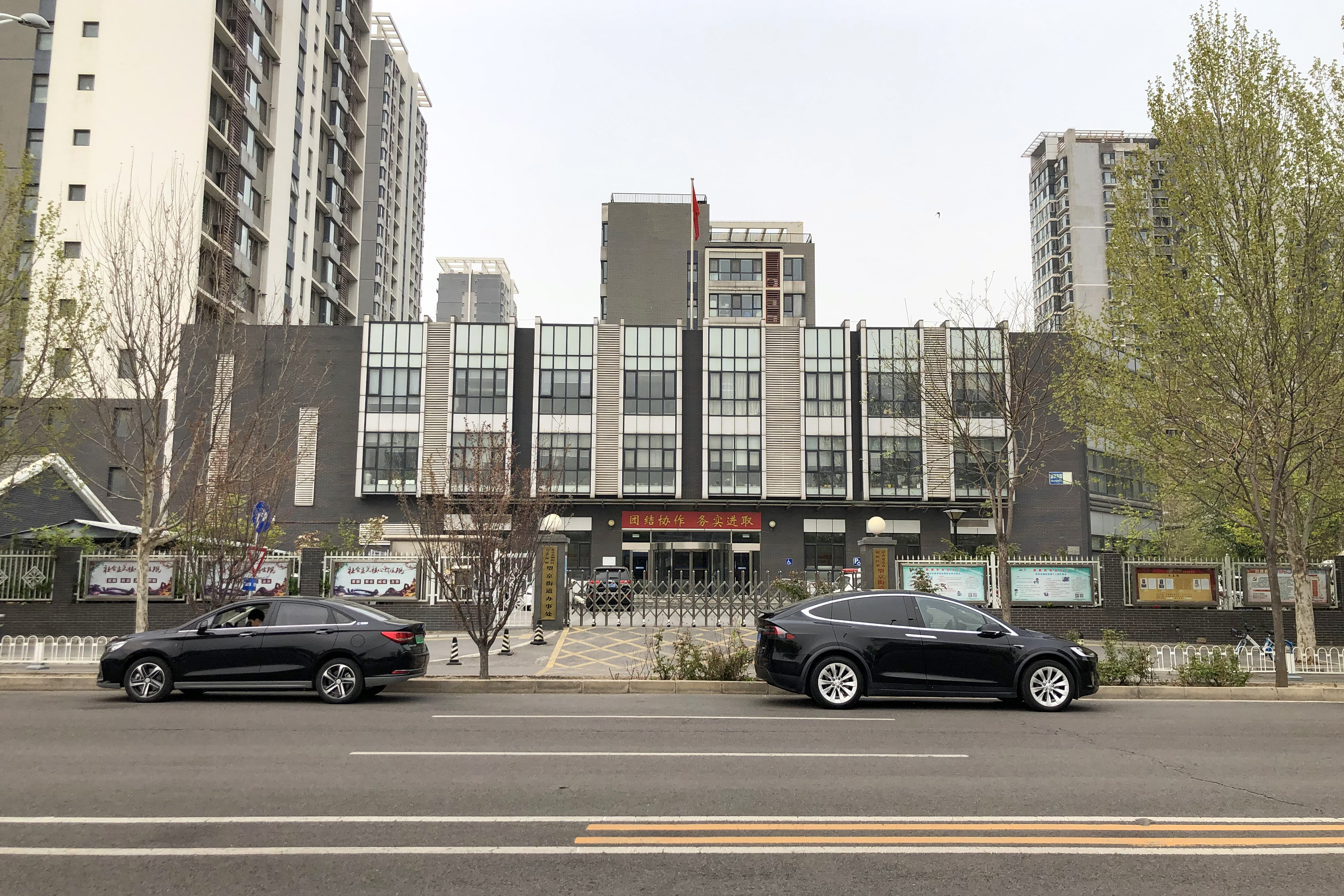
望京街道办事处

望京街道目前下辖的社区有：
坝北社区、花家地西里社区、方舟苑社区、大西洋新城社区、望京西园四区社区、南湖东园社区、南湖西里社区、花家地社区、望花路西里社区、望花路东里社区、花家地南里社区、南湖中园社区、花家地西里三区社区、花家地北里社区、圣星社区、爽秋路社区、南湖西园社区、望京西园三区社区、望京园社区、南湖西园二区社区、望京东园五区社区、阜荣街社区、望京西路社区、宝星园社区、夏都雅园社区和国风家园社区